# Martine-Gabrielle Konorski
 (janvier 2021).
La mise en forme du texte ne suit pas les recommandations de Wikipédia : il faut le « wikifier ».
Les points d'amélioration suivants sont les cas les plus fréquents. Le détail des points à revoir est peut-être précisé sur la page de discussion.
- Les titres sont pré-formatés par le logiciel. Ils ne sont ni en capitales, ni en gras.
- Le texte ne doit pas être écrit en capitales (les noms de famille non plus), ni en gras, ni en italique, ni en « petit »…
- Le gras n'est utilisé que pour surligner le titre de l'article dans l'introduction, une seule fois.
- L'italique est rarement utilisé : mots en langue étrangère, titres d'œuvres, noms de bateaux, etc.
- Les citations ne sont pas en italique mais en corps de texte normal. Elles sont entourées par des guillemets français : « et ».
- Les listes à puces sont à éviter, des paragraphes rédigés étant largement préférés. Les tableaux sont à réserver à la présentation de données structurées (résultats, etc.).
- Les appels de note de bas de page (petits chiffres en exposant, introduits par l'outil «  Source ») sont à placer entre la fin de phrase et le point final[comme ça].
- Les liens internes (vers d'autres articles de Wikipédia) sont à choisir avec parcimonie. Créez des liens vers des articles approfondissant le sujet. Les termes génériques sans rapport avec le sujet sont à éviter, ainsi que les répétitions de liens vers un même terme.
- Les liens externes sont à placer uniquement dans une section « Liens externes », à la fin de l'article. Ces liens sont à choisir avec parcimonie suivant les règles définies. Si un lien sert de source à l'article, son insertion dans le texte est à faire par les notes de bas de page.
- La présentation des références doit suivre les conventions bibliographiques. Il est recommandé d'utiliser les modèles {{Ouvrage}}, {{Chapitre}}, {{Article}}, {{Lien web}} et/ou {{Bibliographie}}. Le mode d'édition visuel peut mettre en forme automatiquement les références.
- Insérer une infobox (cadre d'informations à droite) n'est pas obligatoire pour parachever la mise en page.

Pour une aide détaillée, merci de consulter Aide:Wikification.
Si vous pensez que ces points ont été résolus, vous pouvez retirer ce bandeau et améliorer la mise en forme d'un autre article.
Martine-Gabrielle Konorski, née le 3 septembre 1959 à Paris, est une écrivaine, poète et éditrice franco-suisse.

## Biographie
Après des études supérieures de droit et d’anglais à l’université Paris-Nanterre, ainsi que de sciences politiques à l’institut d’études politiques de Paris, « elle mène une carrière internationale dans la Communication en France et aux Etats Unis », de 1984 à 2006,.
Son parcours d’écriture a été déterminé par ses rencontres avec l’homme de théâtre, comédien, poète, Vicky Messica, fondateur du Théâtre Les Déchargeurs, ainsi qu’avec l’éditeur-poète Bruno Durocher, Prix de poésie de l’Académie Française, fondateur des éditions Caractères. Ses textes sont régulièrement publiés dans des revues,.
Des compositions musicales ont été réalisées sur ses textes, par le compositeur Pablo de Robertis.
En juillet 2023, Martine-Gabrielle Konorski présente à Pont-Audemer une anthologie publiée aux éditions Le Nouvel Athanor, retraçant quarante ans de son activité poétique de 1982 à 2022.

## Activités littéraires et culturelles
Martine-Gabrielle Konorski est administratrice de l’Union des Poètes & Cie.
Elle a également été présidente du jury du concours « Faites des mots en prison », organisé par le Ministère de la justice et a préfacé les livres édités à l’issue du concours par les éditions Le Temps des Cerises.
Depuis plusieurs années elle est membre du comité de rédaction de la revue de littérature, poésie et arts visuels, Les Carnets d’Eucharis. Elle collabore régulièrement à la revue culturelle « A La Page ».
Elle est également rédactrice en chef du magazine bimestriel Rebelle(s).
En 2014, le Prix Poésie Cap 2020 lui a été décerné,,.
Elle participe régulièrement à des lectures, invitations, organisées dans le cadre du Printemps des Poètes, du Marché de la Poésie, du Club des poètes, de festivals :
En juin 2020, elle a participé au Premier festival en ligne de poésie franco-argentine, « Abra Pampa », diffusé simultanément en France et en Argentine.
En 2018, Martine-Gabrielle Konorski a créé l’association " Poésiephonies" dont la vocation est de proposer des créations centrées sur un dialogue harmonique entre la parole poétique et la musique. Là où la dimension sonore de la poésie résonne sur scène. « Musique des paroles et poésie des instruments, retenue et éclats. Une liberté furieuse de paroles et de sons."

## Distinctions
Elle est nommée chevalier de l'Ordre national du Mérite en 2003.

## Publications

### Livres de poésie
Konorski Martine-Gabrielle, Adesso, Edition Black Herald Press, 2022
Konorski, Martine-Gabrielle (préf. Nathalie Riera), Instant de Terres, Editions L’Atelier du Grand Tétras, 2021- Avec six illustrations de Colin Cyvoct, Ouvrage publié avec l’aide du Conseil Régional de Bourgogne Franche-Comté.
Konorski, Martine-Gabrielle (préf. Emmanuel Moses), Bethani suivi de Le bouillon de la langue, Le Nouvel Athanor, 2019 (ISBN 978-2-35623-085-0 et 2-35623-085-8, OCLC 1125025268, lire en ligne)
Konorski, Martine-Gabrielle (préf. Angèle Paoli), Une lumière s'accorde, Le Nouvel Athanor, 2016 (ISBN 978-2-35623-063-8 et 2-35623-063-7, OCLC 946656091, lire en ligne)
Konorski, Martine-Gabrielle (préf. Jean-Luc Maxence), Je te vois pâle... au loin, Le Nouvel Athanor, 2014 (ISBN 978-2-35623-051-5 et 2-35623-051-3, OCLC 897655074, lire en ligne) Prix Poésie Cap 2020.
Sutures Des Saisons, Caractères, 1987

### Traductions
Je te vois pâle… Au Loin, traduction en anglais de Blandine Longre et Paul Stubbs
Une lumière s’accorde traduction en anglais de Blandine Longre et Paul Stubbs
Je te vois pâle… Au Loin, traduction en italien de Anna Tauzzi
Une Lumière s’accorde traduction en italien de Anna Tauzzi

### Livres d’artistes
Bandes d’Artistes, avec la peintre Christine Valcke, Editions Lieux Dits, 2021
Et Si C’était Là Bas, avec la peintre Myriam Boccara, Éditions Les cahiers du Museur, coll. A Côté, 2020.

### Anthologies
Anthologie, Terres de Femmes, 2015
Anthologie Femmes, Poésie et Liberté, 2016-2017, 2018, 2019-2020
Anthologie, Le livre Parlé, Editions Unicité, 2019
Anthologie La Forêt des Signes-Claude Ber, 2020
Anthologie L’Athanor des Poètes, Editions Le Nouvel Athanor, 2022
Ephéméride, feuilles détachées, Editions Pourquoi viens tu si tard ?, 2022

### Revues et sites Littéraires
Ses textes sont régulièrement publiés dans des revues de littérature et de poésie : Les Carnets d’Eucharis, Terres de Femmes, Diérèse, Les Cahiers du Sens, Levure Littéraire, Poésie Première, Phoénix, Midi, Paysages Écrits, Terre à Ciel, Le journal des Poètes, La Revue Alsacienne de Littérature, Le Journal des Ressentis, Papiers Collés, Le Capital des Mots, Herbe Folle, Décharge, Écrits du Nord, Incendits, autour du sculpteur Georges Jeanclos, Sitaudis, Poezibao, Europe, La Cause littéraire, Quinzaines, Le Monde (Trans poésie).
Certains poèmes ont été traduits et publiés en polonais (Revue Poezia Dzisia).
Certains poèmes ont été traduits par Luigia Sorrentino en italien et publiés en version bilingue sur le site de poésie de la Radio italienne RAI I,.

## Créations au théâtre

### Théâtre
Accords : en janvier 2018, au Théâtre Les Déchargeurs, elle crée le spectacle Accords, (5 représentations) à partir de ses textes et de la musique du compositeur espagnol Federico Mompou : avec la comédienne Maud Rayer et la pianiste Jacqueline Bourges-Maunoury. Accords  est labélisé par le Printemps des Poètes et soutenu par l’Ambassade d’Espagne, le Word Poetry Movement, l’Union des Poètes & Cie, Les Carnets d’Eucharis, la librairie La Petite Lumière.
Bethani : en juin 2019, le Théâtre Les Déchargeurs organise une rencontre autour de Bethani: lecture par la comédienne Maud Rayer. Échanges avec le public.
Les 3 et 4 février 2022, le Théâtre Du Nord Ouest, a programmé la nouvelle création : Bethani : Lecture pour percussions et voix. Avec la comédienne Maud Rayer et le compositeur, chef d’orchestre Frédéric Ligier.